# Ramdohrit
Ramdohrit ist ein selten vorkommendes Mineral aus der Mineralklasse der „Sulfide und Sulfosalze“ mit der idealisierten chemischen Zusammensetzung Pb12Ag6Sb22S48 und damit chemisch und strukturell gesehen ein komplexes Blei-Silber-Antimon-Sulfosalz.
Ramdohrit kristallisiert im monoklinen Kristallsystem und entwickelt meist langprismatische, lanzettförmige Kristalle sowie lamellare Zwillinge von grauschwarzer Farbe und Strichfarbe. Das Mineral ist in jeder Form undurchsichtig und zeigt auf den Oberflächen einen metallischen Glanz. Frisch polierte Flächen erscheinen dagegen weiß.
Mit einer Mohshärte von 2 gehört Ramdohrit zu den weichen Mineralen, dass sich ähnlich wie das gleich harte Referenzmineral Gips mit dem Fingernagel ritzen lässt.

## Etymologie und Geschichte

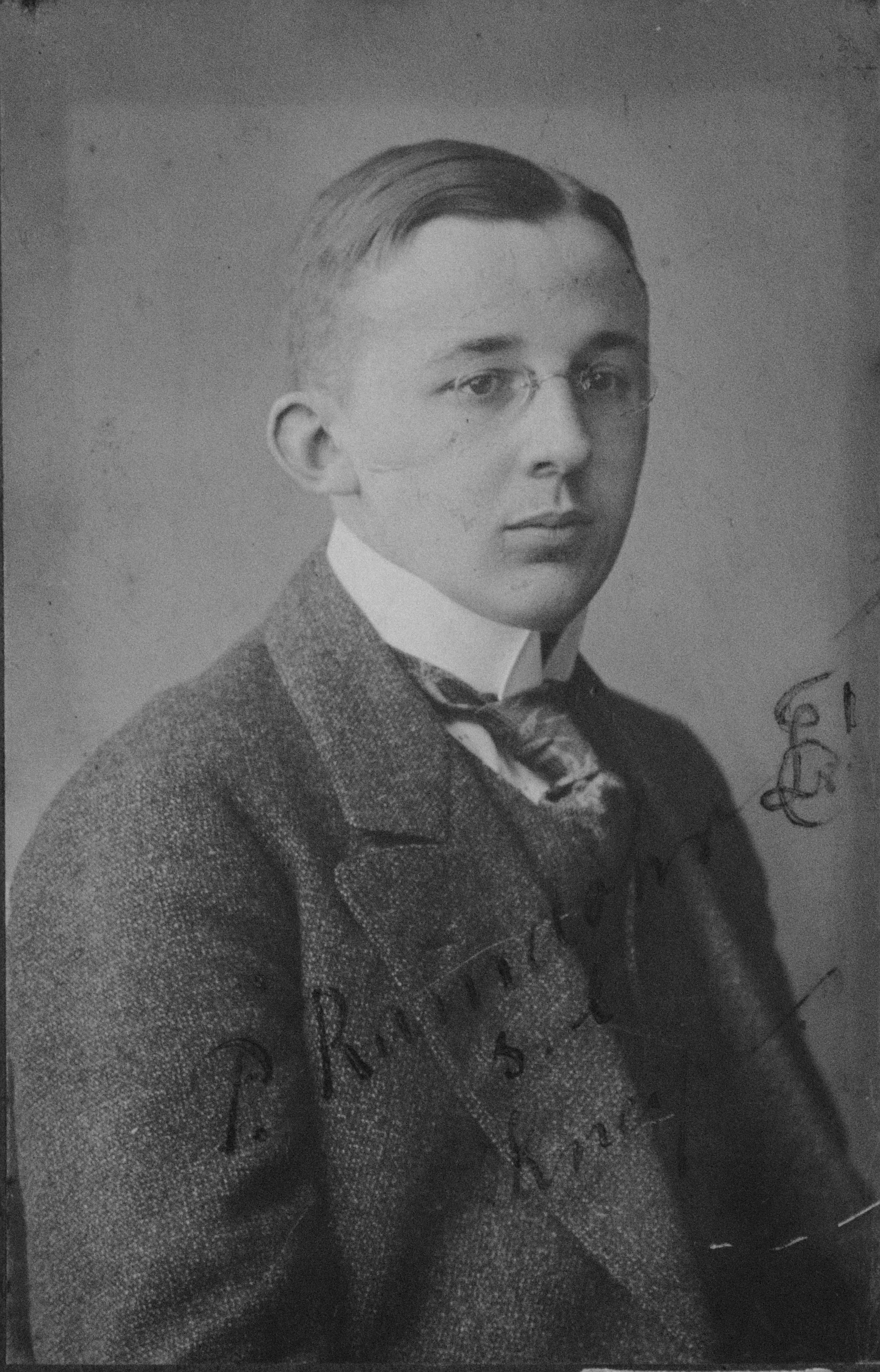
Namensgeber Paul Ramdohr als Student (um 1910/11)

Erstmals entdeckt wurde Ramdohrit im Silber-Zinn-Erzgang „Colorada“ der Grube „Chocaya la vieja“ (englisch Chocaya mine) nahe dem gleichnamigen Ort in der zum bolivianischen Departamento Potosí gehörenden Provinz Sur Chichas. Die Erstbeschreibung erfolgte 1930 durch Friedrich Ahlfeld, der das Mineral zu Ehren von Paul Ramdohr (1890–1985) und dessen Verdiensten um die Erforschung der opaken Minerale, insbesondere der Erze, benannte.
Ahlfeld gab in seiner Erstbeschreibung fälschlicherweise an, dass Chocaya in der Provinz Nor Chichas liege. Der Irrtum ist nachvollziehbar, wenn man bedenkt, dass der zugehörige Kanton Chocaya an der Grenze zur Provinz Nor Chichas liegt.
Das Typmaterial des Minerals wird im Mineralmuseum der Harvard University in Cambridge (Massachusetts) unter der Katalog-Nr. 98835, der Mineralogischen Sammlung des National Museum of Natural History (NMNH) in Washington, D.C. unter der Katalog-Nr. R6595 in den USA und in der Mineralogischen Sammlung des Natural History Museum in London im Vereinigten Königreich unter der Katalog-Nr. BM 1931,535 aufbewahrt.
Da der Ramdohrit bereits lange vor der Gründung der International Mineralogical Association (IMA) bekannt und als eigenständige Mineralart anerkannt war, wurde dies von ihrer Commission on New Minerals, Nomenclature and Classification (CNMNC) übernommen und bezeichnet den Ramdohrit als sogenanntes „grandfathered“ (G) Mineral. Die ebenfalls von der IMA/CNMNC anerkannte Kurzbezeichnung (auch Mineral-Symbol) von Ramdohrit lautet „Rdh“.

## Klassifikation
Bereits in der veralteten 8. Auflage der Mineralsystematik nach Strunz gehörte der Ramdohrit zur Mineralklasse der „Sulfide und Sulfosalze“ und dort zur Abteilung der „Komplexen Sulfide (Sulfosalze)“, wo er zusammen mit Quatrandorit (ehemals Andorit IV), Senandorit (ehemals Andorit VI) und dem inzwischen als kupferhaltige Varietät von Senandorit diskreditierten Nakaseit die unbenannte Gruppe II/D.05b bildete.
Im Lapis-Mineralienverzeichnis nach Stefan Weiß, das sich im Aufbau noch nach dieser alten Form der Systematik von Karl Hugo Strunz richtet, erhielt das Mineral die System- und Mineral-Nr. II/E.23-030. In der „Lapis-Systematik“ entspricht dies der Abteilung „Sulfosalze (S : As,Sb,Bi = x)“, wobei in den Gruppen II/E.22 bis II/E.23 die komplexen Blei-Sulfosalze (Pb-Fe/Mn, Pb-Ag) mit Sb (x=2,3–2,0) eingeordnet sind. Ramdohrit bildet hier zusammen mit Arsenquatrandorit, Fizélyit, Menchettiit, Quatrandorit, Roshchinit, Senandorit und Uchucchacuait die unbenannte Gruppe II/E.23 bildet (Stand 2018).
Die von der IMA zuletzt 2009 aktualisierte 9. Auflage der Strunz’schen Mineralsystematik ordnet den Ramdohrit ebenfalls in die Klasse der „Sulfide und Sulfosalze“, dort allerdings in die feiner gegliederte Abteilung der „Sulfosalze mit PbS als Vorbild“ ein. Diese ist zudem weiter unterteilt nach dem entsprechenden Vorbild und dessen Abwandlung (Derivat), so dass das Mineral entsprechend seiner Zusammensetzung in der Unterabteilung der „Galenit-Derivate mit Blei (Pb)“ zu finden ist, wo es zusammen mit Fizélyit, Gustavit, Lillianit, Quatrandorit, Roshchinit, Senandorit, Treasurit, Uchucchacuait, Vikingit und Xilingolith die „Lillianitgruppe“ mit der System-Nr. 2.JB.40a bildet.
Auch die Systematik der Minerale nach Dana ordnet den Ramdohrit in die Klasse der „Sulfide und Sulfosalze“ und dort in die Abteilung der „Sulfosalze“ ein. Hier ist er ebenfalls Mitglied der „Lillianitgruppe (Orthorhombisch, mit der Zusammensetzung AmBnS6 mit A=Pb, Ag, Mn und B=Sb, Bi)“ mit der System-Nr. 03.04.15 innerhalb der Unterabteilung der „Sulfosalze mit dem Verhältnis 3 > z/y und der Zusammensetzung (A+)i(A2+)j[ByCz], A = Metalle, B = Halbmetalle, C = Nichtmetalle“.

## Chemismus
In der theoretisch idealen, stoffreinen Zusammensetzung von Ramdohrit (Summenformel: Pb12Ag6Sb22S48, Verhältnisformel: Pb6Ag3Sb11S24) besteht das Mineral im Verhältnis aus 6 Teilen Blei, 3 Teilen Silber, 11 Teilen Antimon und 24 Teilen Schwefel. Dies entspricht einem Stoffmengenverhältnis (Gewichtsprozent) von 33,82 Gew.-% Pb, 8,80 Gew.-% Ag, 36,44 Gew.-% Sb und 20,94 Gew.-% S.

## Kristallstruktur
Ramdohrit kristallisiert in der monoklinen Raumgruppe P21/n (Raumgruppen-Nr. 14, Stellung 2) mit den Gitterparametern a = 13,08 Å; b = 19,24 Å; c = 8,73 Å und β = 90,3° sowie eine Formeleinheit pro Elementarzelle.

## Bildung und Fundorte

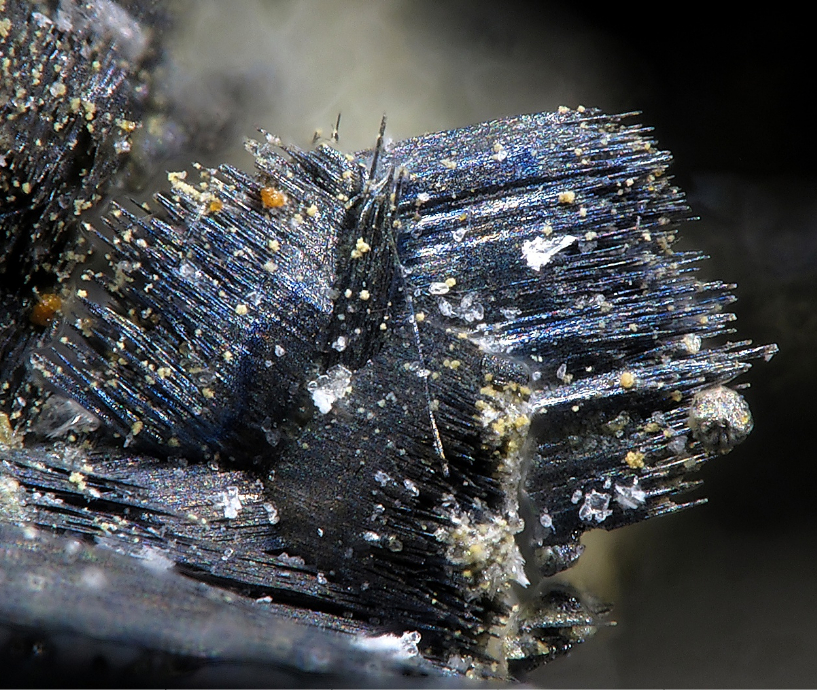
Feine Ramdohrit-Nadeln aus der Mina Casualidad, Baños de Alhamilla, Pechina, Almería, Andalusien, Spanien (Bildbreite: 2,1 mm)

Ramdohrit bildet sich in hydrothermal gebildeten Gängen in feinkörnigem Quarz. Als Begleitminerale können neben Quarz unter anderem noch  Andorit, Jamesonit, Pyrit, Sphalerit und Stannit vorkommen.
Als seltene Mineralbildung konnte Ramdohrit nur an wenigen Orten nachgewiesen werden, wobei weltweit bisher rund 40 Fundorte dokumentiert sind (Stand 2023). Neben seiner Typlokalität „Chocaya Mine“ trat das Mineral in Bolivien noch in den benachbarten Gruben „Animas Mine“ und „Siete Suyos Mine“, bei Portugalete und Tatasi in der Provinz Sur Chichas sowie in der „Tornohuaico Mine“ bei Porco in der Provinz Antonio Quijarro im Departamento Potosí auf. Außerdem konnte Ramdohrit in der „San José Mine“ bei Oruro und der Umgebung von Poopó im Departamento Oruro gefunden werden.
Der bisher einzige bekannte Fundort für Ramdohrit in Deutschland ist die ehemalige Grube Ludwig mit Quarzgängen in Gneis und As-Sb-Pb-Ag-Au-Vererzung im Adlersbachtal nahe Hausach im Ortenaukreis von Baden-Württemberg.
Innerhalb von Europa kennt man das Mineral noch aus der Lagerstätte Sedeftche (Sedefche) in der bulgarischen Oblast Kardschali, der Grube Metsämonttu bei Kisko in Südfinnland, aus Lalaye in den Vogesen, der Grube Marsanges bei Langeac im Zentralmassiv und aus Bazoges-en-Paillers in Westfrankreich, Agios Konstantinos in der griechischen Gemeinde Lavrio, Allchar in Nordmazedonien, Mofjellet in der norwegischen Kommune Rana (Nordland), der Grube Herja in der rumänischen Gemeinde Băița (Hunedoara) (ungarisch: Kisbánya), Herichová bei Chyžné und Kremnica (Okres Banská Bystrica) und Zlatá Baňa (Okres Prešov) in der Slowakei sowie aus der Mina Casualidad bei Baños de Alhamilla.
Weitere Fundorte liegen unter anderem in Argentinien, China, Mexiko, Peru, Russland und den Vereinigten Staaten von Amerika.